# Llac Washington
El llac Washington és un gran llac d'aigua dolça adjacent a la ciutat de Seattle. És el llac més gran del comtat de King i el segon llac natural més gran de l'estat de Washington, després del llac Chelan. Limita amb les ciutats de Seattle a l'oest, Bellevue i Kirkland a l'est, Renton al sud i Kenmore al nord, i té en el seu interior l'illa Mercer. El llac és alimentat pel riu Sammamish en la seva part nord i pel riu Cedar al seu extrem sud.
El llac Washington va rebre el seu actual nom el 1854 després que Thomas Mercer va suggerir que se l'anomenès així en honor de George Washington, tal com el territori de Washington ja havia estat anomenat l'any anterior. Els noms previs del llac Washington inclouen el nom en duwamish Xacuabš (En luixutsid, literalment: gran-quantitat-d'aigua), així com llac Geneva, llac Duwamish, i el nom en argot Chinook "Hyas Chuck" que significa "llac gran".
En el llac s'hi practica la pesca esportiva. Algunes de les espècies que es troben en aquest llac són les Coastal Cutthroat Trout, Rainbow Trout, Largemouth Bass, Smallmouth Bass, Yellow Perch i Black Crappie.

## Geografia
En tant que llac cintiforme, el llac Washington és llarg, estret i en forma de dit. Els llacs de cinta, o cintiformes, són els excavats per glaceres. El lòbul Puget de l'Indlandsis de la Cordillera, quan fluïa cap al sud prop del final del Plistocè tardà, va trobar-se amb franges de roca més dura i més tova. L'erosió de la roca més tova fou més ràpida i va formar-se una depressió lineal en el sentit del flux. Quan la glacera es fongué, el llac s'omplí amb l'aigua de la fosa, que va quedar retinguda pels dipòsits de morrena. En ambdós extrems d'un llac cintiforme hi ha normalment un riu, un d'ells entrant i l'altre sortint. Tanmateix, en el cas de l'actual llac Washington aquest té rius entrants en ambdós extrems, i un desguàs artificial al mig.

## Rius i rierols

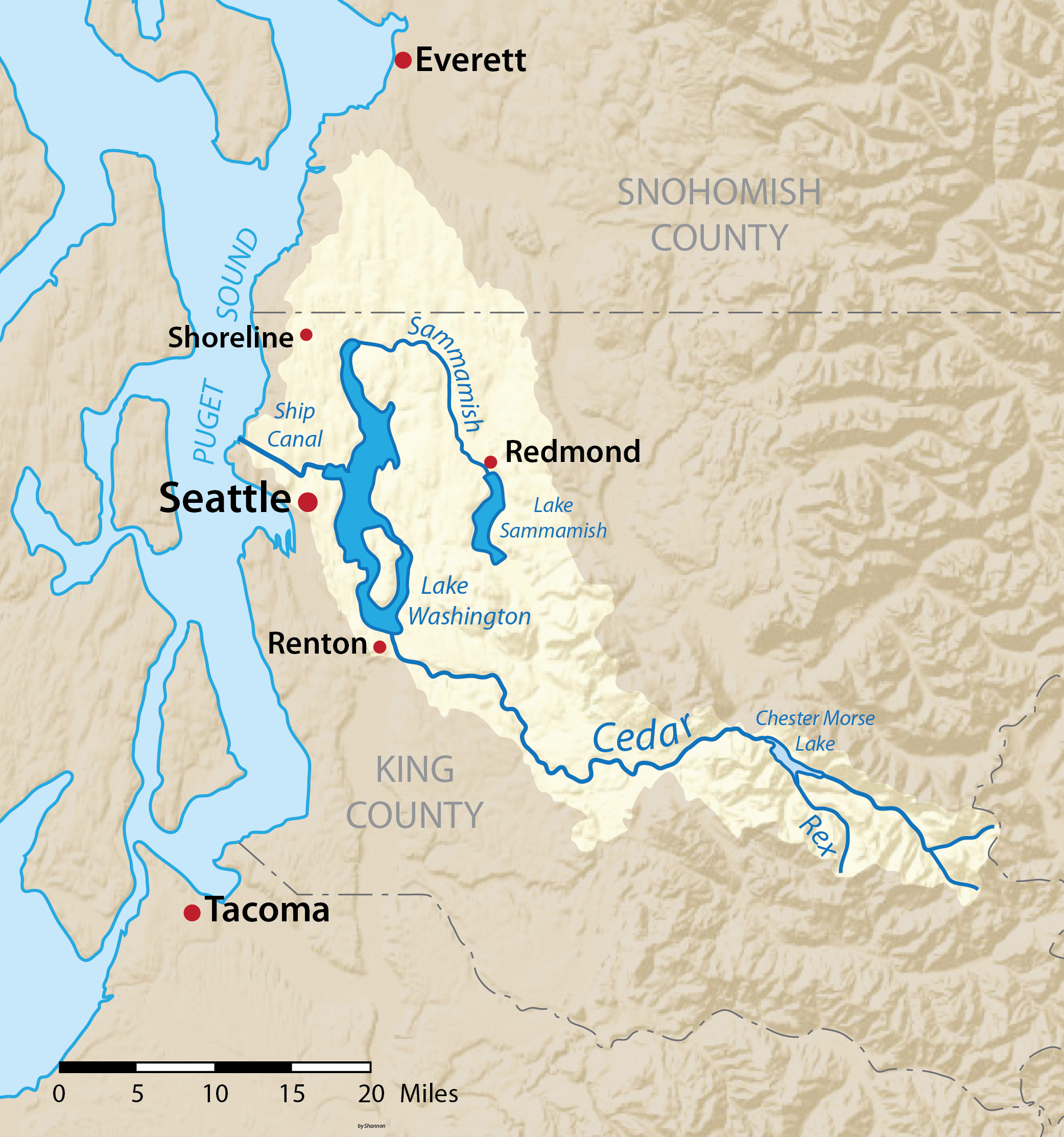
Conca del llac Washington

Els principals rius entrants són el Sammamish i el Cedar. Abans de la construcció del  Lake Washington Ship Canal, el 1916, el Sammamish era la font primària d'aigua per al llac Washington. La creació del canal de navegació va abaixar el nivell d'aigua del llac Washington en 8 peus (2.5 m), el que va fer augmentar lleugerament el flux del Sammamish River (els canvis estacionals en el flux del riu van ser moderats per un sobreeixidor a la sortida d'aigües del llac Sammamish el 1964). Formant part del projecte del canal de navegació, el riu Cedar fou desviat al llac Washington, i ara n'és la font primària d'aigua.
A més a més, hi ha nombrosos rius i rierols que alimenten el llac, entre els que s'hi inclouen: Coal Creek; Denny Creek (O.O. Denny Park); Fairweather Creek; Forbes Creek; Juanita Creek; Kelsey Creek; Lyon Creek; Mapes Creek; May Creek; McAleer Creek; Mercer Slough; Ravenna Creek; Taylor Creek; Thornton Creek; Yarrow Creek i Yesler Creek

## Canals i ponts

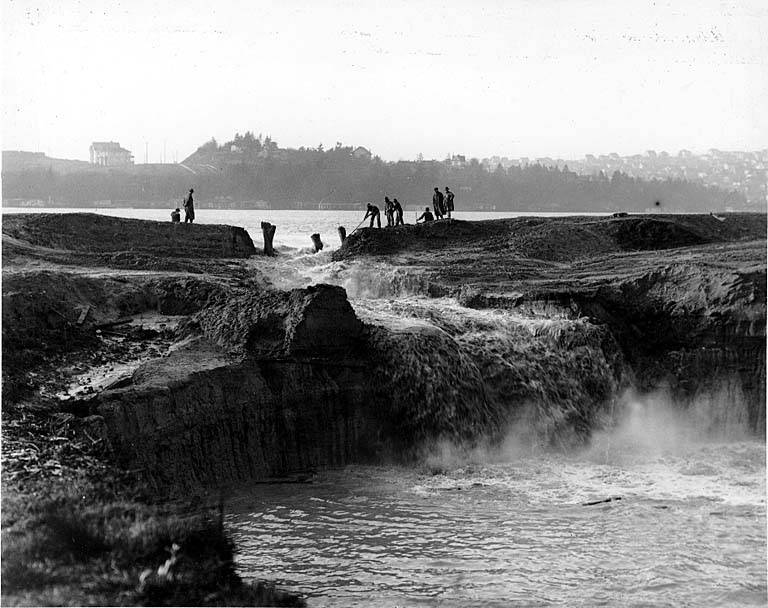
Seccionant i obrint l'atall a Montlake el 1913, buidant el llac Washington durant els següents tres mesos fins a anivellar-lo amb el llac Union

Abans de la construcció del Lake Washington Ship Canal, el 1916, la sortida d'aigües del llac Washington era el Black River, el qual s'ajuntava amb el Duwamish River i buidava a Elliott Bay. El canal de navegació cap al Puget Sound esdevingué l'únic desguaç del llac, fent que el Black River s'assequés i desaparegués.
Per creuar el llac s'habilitaren ponts de ciment flotants, ja que la profunditat de llac Washington i el seu fons fangós van impedir fer-hi els pilars o torres necessaris per a la construcció de vies sobre terraplè o ponts penjants. Els ponts consisteixen en pontons de ciment buits que floten sobre el llac, ancorats un amb l'altre amb cables i amb el fons del llac amb pesos. La carretera està construïda sobre aquests pontons de ciment. Els ponts flotants que creuen el llac Washington són tres: l'Evergreen Point Floating Bridge (oficialment anomenat SR 520 Albert D. Rosellini Evergreen Point Floating Bridge) sobre el que discorre la Ruta Estatal 520 des del barri Montlake de Seattle fins a Medina; mentre que el Lacey V. Murrow Memorial Bridge i el Third Lake Washington Bridge (oficialment Homer M. Hadley Memorial Bridge) soporten la Interstate 90 des del barri Mount Baker de Seattle fins a Mercer Island L'East Channel Bridge soporta la Interstate 90 de Mercer Island a Bellevue. Els ponts Evergreen Point, Lacey V. Murrow i Third Lake Washington són, respectivament, el més llarg, el segon més llarg i el cinquè més llarg d'entre els ponts flotants del món.
Molts van qüestionar l'encert de la tecnologia de pont de ciment flotant arran de l'enfonsament d'una porció del pont Lacey V. Murrow el 25 de novembre de 1990. Tanmateix, una investigació del Washington State Department of Transportation (WSDOT) va revelar que aquell incident era resultat d'un ús inadequat de l'aigua d'hidrodemolició utilitzada en rehabilitacions del pont, més que una falla en el concepte o el disseny bàsics d'aquest.
El 1950, aproximadament un any després de l'eliminació dels peatges del pont Murrow, el sistema de ferris interiors que operaven al llac des de la dècada del 1880 van deixar de prestar-hi servei.

## Ciutats i pobles riberencs
Les ciutats i pobles que circumden el llac són, en el sentit de les agulles del rellotge des de l'oest, Seattle, Lake Forest Park, Kenmore, Kirkland, Yarrow Point, Hunts Point, Medina, Bellevue, Beaux Arts Village i Renton. La ciutat de Mercer Island ocupa l'illa del mateix nom, en la meitat sud del llac.

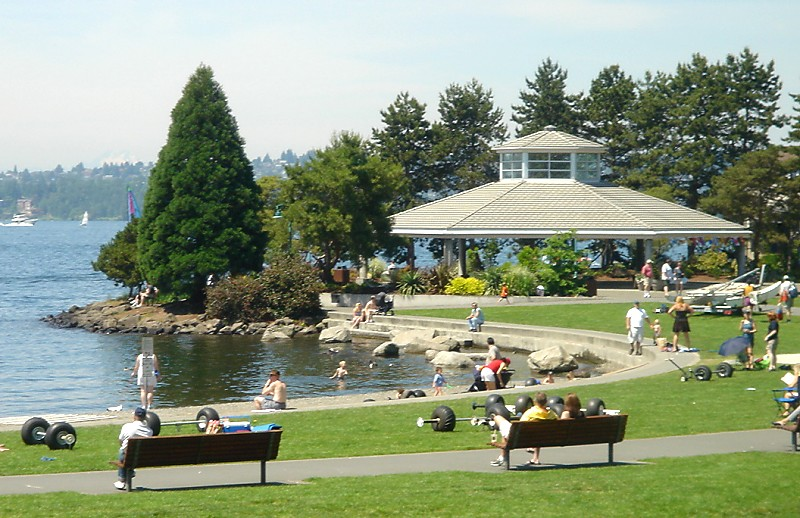
Kirkland, Washington

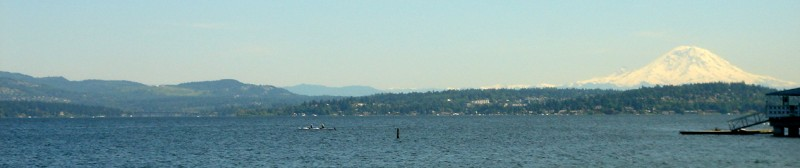
Llac Washington, mirant en direcció sud-est cap a Mercer Island amb el Mont Rainier al fons.

## Empreses
Kenmore Air opera un servei d'hidroavions de passatgers a l'aeròdrom de Kenmore a l'extrem nord del llac.

## Puresa de l'aigua
Al voltant del 1900, Seattle va començar a abocar aigües residuals al Llac Washington. Durant les dècades del 1940 i 1950, onze depuradores d'aigües residuals d'última generació abocaven aigua tractada al llac a raó de 20 milions de galons per dia. Alhora, van proliferar els detergents basats en fosfat. El llac va respondre a l'entrada massiva de nutrients amb un desenvolupament desagradable d'algues blau-verdoses nocives. L'aigua va perdre la seva claredat, les poblacions de peixos van declinar i les masses d'algues mortes van acumular-se en les ribes del llac. Fruit de la gran pol·lució, l'edició del 5 d'octubre del 1963 del rotatiu  Post Intelligencer  va referir-se al llac com a "Lake Stinko" (llac pudent). La preocupació ciutadana portà a la creació d'un sistema que va desviar el tractament dels efluents de les plantes de tractament al proper Puget Sound, on la força de les marees els barrejaria amb aigua d'oceà obert. La desviació es completà el 1968 i el llac respondre de pressa. L'aparició d'algues disminuí, l'aigua recuperà claredat i el 1975 la recuperació era completa. Estudis duts a terme per un grup de limnologistes de la Universitat de Washington varen mostrar que el fosfat era el culpable del referit deteriorament de les aigües del llac. Des de llavors, el llac Washington ha experimentat millores importants, millorant dràsticament l'ecologia i la qualitat d'aigua, fent que aquesta sigui dos cops més clara que la del 1950.